# هانز أولريش رودل
هانز أولريش رودل (2 يوليو 1916)   - 18 ديسمبر 1982) كان طيارًا للهجوم الأرضي الألماني أثناء الحرب العالمية الثانية. كان الجندي الألماني الأكثر تميزًا في الحرب العالمية الثانية، حيث كان المتلقي الوحيد لوسام الفارس الصليبي الحديدي مع أوراق البلوط الذهبية، والسيوف، والماس في يناير 1945. بعد الحرب، كان ناشطًا جديدًا من النازيين الجدد في أمريكا اللاتينية وألمانيا الغربية.
خلال الحرب، كان الفضل في تدمير رودل 519 دبابة، فضلا عن سفينة حربية واحدة، طراد واحد، 70 زورق إنزال و150 من مواقع المدفعية.  حصل على 51 انتصارًا جويًا وتدمير أكثر من 800 مركبة من جميع الأنواع.  طار 2530 مهمة هجوم بري على وجه الحصر على الجبهة الشرقية، وعادةً ما كان يقود طائرة قاذفة انقضاضية يقود طائرةيونكرز يو 87 «ستوكا». 
استسلم رودل للقوات الأمريكية في 8 مايو 1945 وهاجر إلى الأرجنتين في عام 1948.  أسس اشتراكيًا وطنيًا غير نادم،  أسس " Kameradenwerk"، وهي منظمة إغاثة للاجئين النازيين ساعدت الهاربين على الهروب إلى أمريكا اللاتينية والشرق الاوسط. جنبا إلى جنب مع ويليم ساسين، ساعد رودل في حماية جوزيف مينجيل، الطبيب السابق الشهير في قوات الأمن الخاصة أوشفيتز. كان يعمل تاجر أسلحة ومستشار عسكري لأنظمة خوان بيرون في الأرجنتين، وأوغستو بينوشيه في شيلي، وألفريدو ستروسنر في باراجواي. بسبب هذه الأنشطة، وضع تحت مراقبة وكالة الاستخبارات المركزية الأمريكية.
في الانتخابات الفيدرالية الألمانية الغربية عام 1953، كان رودل، الذي كان قد عاد إلى ألمانيا الغربية، المرشح الأول لحزب الرايخ الألماني اليميني المتطرف ولكنه لم ينتخب في البوندستاغ. في أعقاب ثورة ليبرتادورا في عام 1955، الانتفاضة التي أنهت الفترة الرئاسية الثانية لبيرون، انتقل رودل إلى باراجواي، حيث عمل كممثل أجنبي لعدة شركات ألمانية. في عام 1977، أصبح متحدثًا باسم اتحاد الشعب الألماني، وهو حزب سياسي نازيون جدد أسسه السياسي المتطرف غيرهارد فري. توفي رودل في ألمانيا الغربية عام 1982.

## حياته
ولد رودل في 2 يوليو 1916، في كونرادسفالداو، في بروسيا. وكان الطفل الثالث للوزير اللوثري يوهانس رودل.  عندما كان فتى، كان رودل باحثًا فقيرًا، لكنه رياضي متحمس جدًا.  انضم رودل إلى لوفتفافه في نفس العام وبدأ حياته العسكرية كطيار استطلاع جوي.  

## الحرب العالمية الثانية

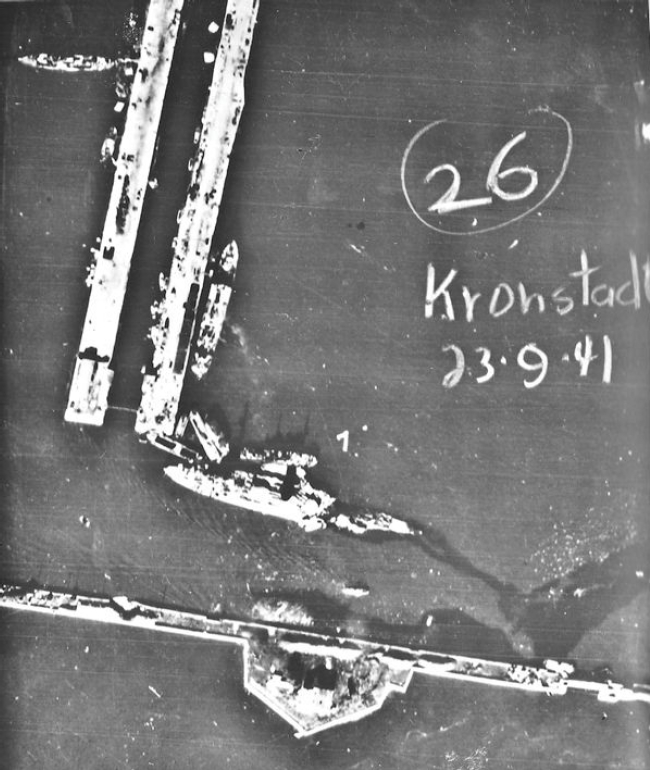
صورة جوية للممرات التالفة

غزت القوات الألمانية بولندا في عام 1939 بدءًا من الحرب العالمية الثانية في أوروبا. كمراقب جوي، طار رودل في مهام استطلاع طويلة المدى فوق بولندا.  خلال عام 1940، شغل منصب مساعد الفوج لفوج 43 تدريب الطيارين، ومقرها في فيينا. 
في أوائل عام 1941، خضع للتدريب كطيار ستوكا.  تم إرساله إلى 1 ستافيل ستورزكامبفجشوادر 2 (StG 2)، التي تم نقلها إلى بولندا المحتلة استعدادًا لعملية بارباروسا، غزو الاتحاد السوفيتي، في يونيو 1941.  في 21 سبتمبر 1941، شارك رودل في هجوم على السفينة الحربية السوفيتية مارات أسطول البلطيق.  غرقت مارات في مرساها في 23 سبتمبر 1941 بعد أن أصيبت بقنبلة بوزن 1,000 كيلوغرام (2,200 رطل). تسببت في انفجار محزن الذخيرة الأمامية التي هدمت البنية الفوقية والجزء الأمامي من الهيكل. قُتل 326 رجلاً واستقرت السفينة تدريجيًا إلى أسفل في 11 متر (36 قدم) من الماء.    ثم شاركت وحدة رودل في معركة موسكو، وهي محاولة من مجموعة الجيوش الوسطى للاستيلاء على العاصمة السوفيتية. 

## روابط خارجية
- هانز أولريش رودل على موقع مونزينجر (الألمانية)

### اقتباسات
1. 1 2  Babelio | Hans U. Rudel (بالفرنسية), QID:Q2877812
2. 1 2 3 4 5 6 7 8 9  Zabecki 2014.
3. ↑  Just 1986.
4. 1 2  Stockert 1997.
5. 1 2 3  Obermaier 1976.
6. ↑  McLaughlin 2003.
7. ↑  Rohwer 2005.
8. ↑  Bergström 2008.